# Ulvophyceae
Ulvophyceae er en klasse af Grønalger med både saltvands- og ferskvandsarter. En del af arterne er overmåde almindelige og visse optræder i så stort antal at de betragtes som "ukrudt".

## Morfologi
Arterne kan være både encellede, eller simple eller forgrenede thalli. Den mest almindelige form er uforgrenede filamenter, der vokser ved simpel og tilfældig deling af celler. Livscyklus er diploid, så der er fritlevende gametofytter og sporofytter. Disse to faser kan være den samme form (isomorfe) eller forskellige (heteromorfe). Andre grønne alger grupper har især én haploid cyklus.